# Ilex jenmanii
Ilex jenmanii là một loài thực vật có hoa trong họ Aquifoliaceae. Loài này được Loes. mô tả khoa học đầu tiên năm 1901.